# Sint-Jozefskerk (Waterloo)

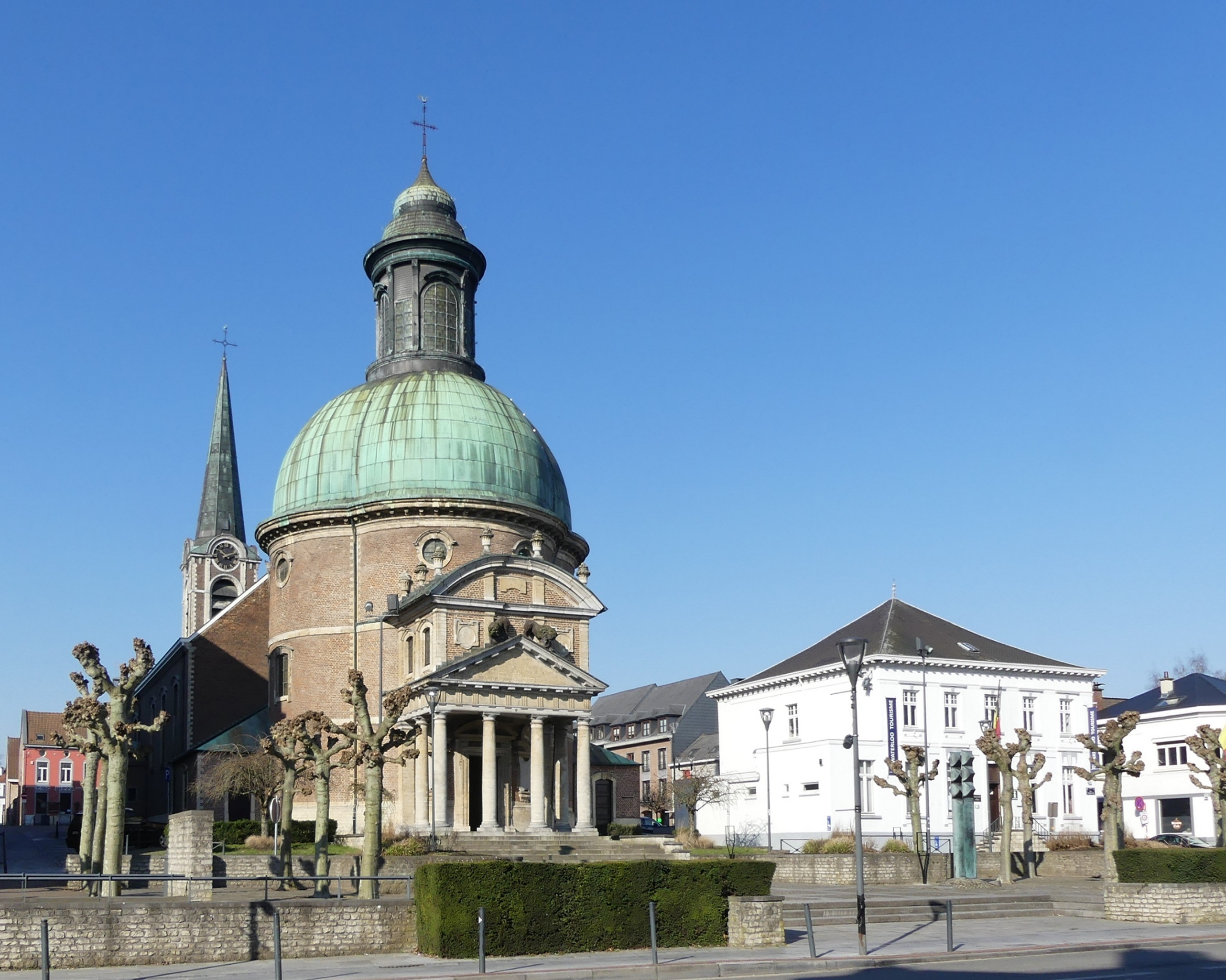
Buitenaanzicht (2021), met rechts in het wit de voormalige pastorij

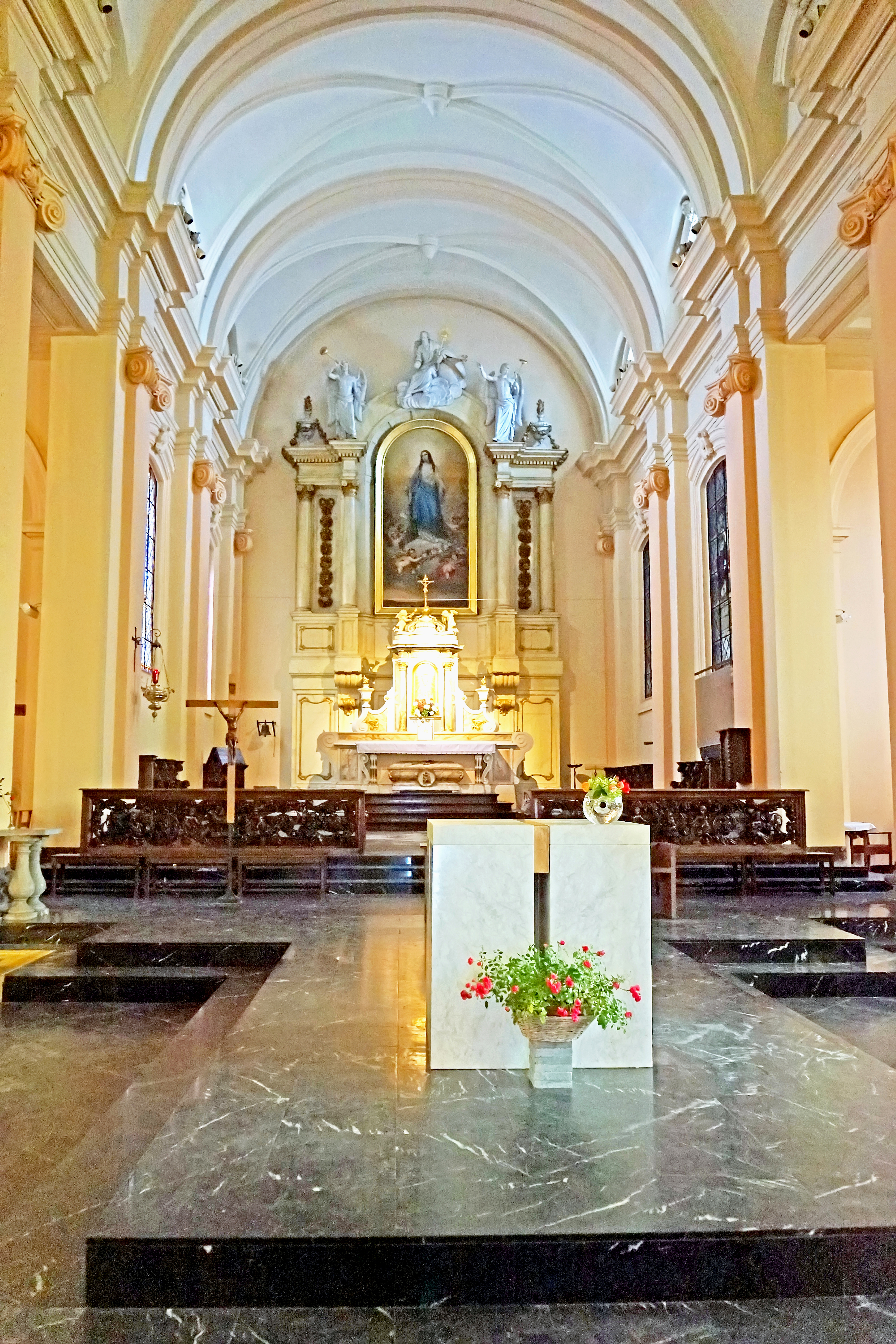
De neoklassieke hoofdbeuk

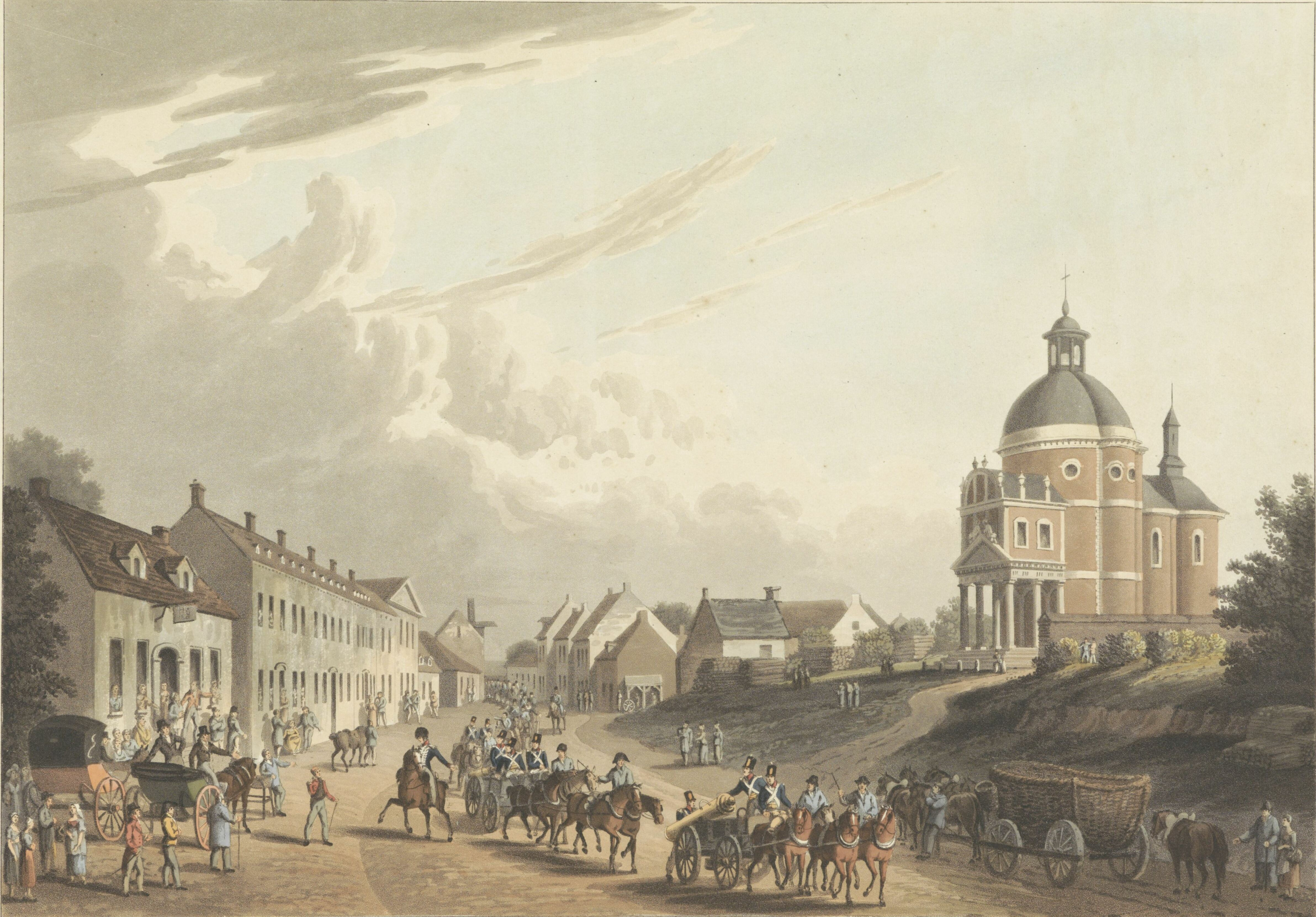
Afvoer van Franse kanonnen door Waterloo (prent uit 1816)

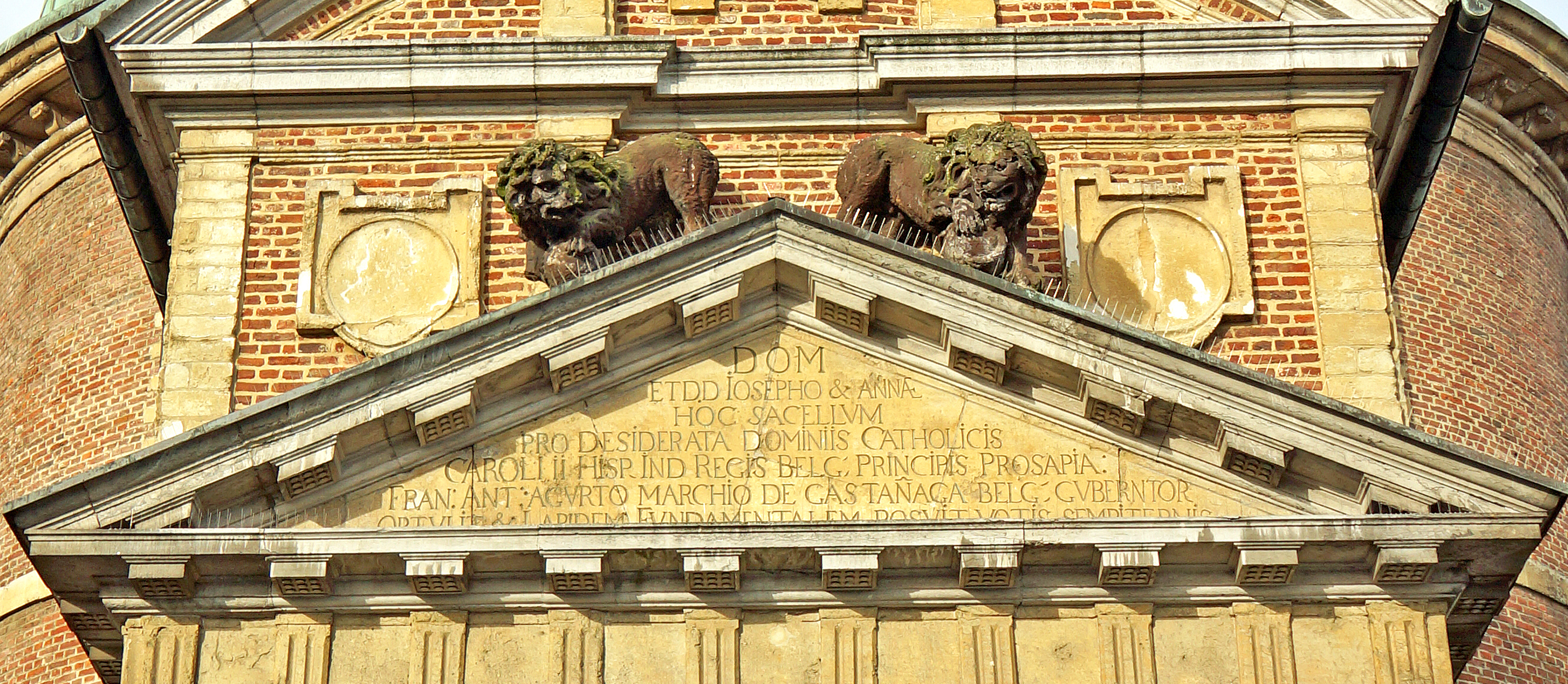
Het fronton met de twee leeuwen en het Latijnse opschrift.

De Sint-Jozefskerk (Frans: Église Saint-Joseph) is een katholieke parochiekerk in de Belgische gemeente Waterloo. Ze is eind 17e eeuw gebouwd als koninklijke kapel en werd in 1823 uitgebreid met een schip. Achteraan bevinden zich tientallen gedenkplaten voor Engelse en Nederlandse officieren die sneuvelden in de veldtocht van 1815 tegen Napoleon.

## Geschiedenis
Omstreeks 1650 ging in Petit-Waterloo de houten boskapel gewijd aan Sint-Anna en Sint-Jozef in vlammen op. Gedurende 36 jaar werd door belastingen de som van bijna vijftienduizend florijnen bijeengebracht voor een waardige opvolger. Toen er min of meer genoeg was, besloot Don Francisco Antonio de Agurto, landvoogd van de Spaanse Nederlanden, tussen te komen. Hij maakte er een koninklijke kapel van, die de wens uitdrukte dat koning Karel II van Spanje, de ziekelijke Habsburger, een afstammeling mocht verwekken. 
De eerste steen werd op 26 juni 1687 gelegd door aartsbisschop Alphonsus van Bergen en de landvoogd. De architectuur zou het werk zijn van een zekere Philippe Delsaux uit Frasnes-lez-Gosselies, althans volgens een brief van zijn zoon. Hij tekende een barokke koepelkapel met Franse invloeden. Voor het gehucht dat Waterloo toen was, niet eens een parochie, was dit een imposant bouwwerk. De inwijding op 19 februari 1690 gebeurde in aanwezigheid van diverse hoogwaardigheidsbekleders. De kapel viel onder het civiel gezag en had van kerkelijke kant alleen een rector.
Na de Franse Revolutie werden de Belgische provincies aangehecht bij Frankrijk en werd de koninklijke kapel in 1798 – ondanks stevig lokaal verzet – verkocht als nationaal goed. Ze kwam in het bezit van de Parijzenaar Thomas Gillet, die ook de abdij van Aywiers en van Woutersbrakel had verworven. Missen werden voortaan clandestien opgedragen in een schuur door de eedweigerende pastoor Bierlaire. Gillet begon de kapel te ontmantelen om de bouwmaterialen te gelde te maken, maar hij kwam niet verder dan het strippen van het loden dak, dat hij verkocht aan kogelfabrikanten.
Na het concordaat tussen Napoleon en de paus werd Waterloo een parochie. Voor vierduizend frank kochten 139 bewoners de kapel terug. Op 10 juni 1806 werd ze weer in gebruik genomen. Omdat de kapel te klein was, werd ze in 1823-1824 verlengd met een bakstenen schip onder leien dak, dat in de plaats kwam van het bestaande koor. Dit gebeurde met financiële steun van de Britten. Kerkmeubilair werd gerecupereerd uit de voormalige abdij van Aywiers.
De uitbreiding werd in 1855-1858 overgedaan naar plannen van Émile Coulon en Joseph Dumont. Deze keer ging het om een driebeukig schip in neoklassieke stijl, met aan de westzijde een vierkante bakstenen toren. De koperen torenspits werd in 1899 toegevoegd door E. Neve. Binnen werd een bijzonder orgel van Pierre-Hubert Anneessens aangebracht. Het was de weldoenster Marie-Françoise Mouchet die veel van deze werken bekostigde.
De koepelkapel werd in 1956 beschermd. Niettemin verkeerde de Sint-Jozefskerk in slechte staat: het dak lekte en het stucwerk brokkelde af. Dankzij een oproep van de hertog van Wellington op de voorpagina van The Times van 24 september 1964, kwamen er fondsen voor de restauratie. Ze werd uitgevoerd in 1968-1972 door de architect Albert Degand. De 19e-eeuwse toevoegingen, zoals het doksaal, de gedenkplaten en de bepleistering, werden uit de koepelkapel verwijderd. De verbinding met het kerkschip werd herleid tot een gebrandschilderde binnendeur ter grootte van de portiekpoort. 

## Architectuur
Aan de Chaussée de Bruxelles bevindt zich de oorspronkelijke barokkapel. Het is een koepel in vierpas, verlicht door een lantaarn en zes œils-de-bœuf. De ribben van de koepel zijn gekoppeld. Een vooruitspringend peristylium rust op vier Toscaanse zuilen. Het fronton erboven, waarop twee leeuwen zitten, draagt een Latijns opschrift dat herinnert aan de wens van landvoogd Agurto voor koning Karel II. Daar nog boven zet een tribune de verticaliteit verder. Het oorspronkelijke koor van de kapel is vervangen door een driebeukig schip, met aan het uiteinde een 22 meter hoge toren. Het interieur bestaat uit lichte zandsteen en wit stucwerk. Ionische pilasters ritmeren de muren en ondersteunen een zwaar hoofdgestel.

## Decoratie en meubilair
In de koepelruimte staat een buste van Wellington door George Gammon Adams. Een witmarmeren monument van Willem Geefs (1858) gedenkt de Britse doden en een monument met bronzen sculptuur van Leopold Wiener eert Frederik van Nassau.
De naturalistische preekstoel in massief eikenhout komt uit de cisterciënzerinnenabdij van Aywiers. Het is een 19e-eeuws werk van Jan Baptist Van Hool. Onder de kuip is Jezus weergegeven met Martha en Maria. Ook de neobarokke communiebank, opgesplitst in diverse secties, is gerecupereerd uit deze abdij. Het 17e-eeuwse eikenhouten koorgestoelte komt oorspronkelijk uit de Mechelse Onze-Lieve-Vrouw van Leliëndaal en is in 1863 aangekocht van de Sint-Romboutskathedraal.
Onder de schilderijen kunnen worden vermeld:
- In het hoofdaltaar een Tenhemelopneming van Maria naar Murillo, uitgevoerd in 1860 door Fanny Geefs-Corr[3]
- De genezing van de bloedvloeiende vrouw van Fréderic Dumesnil (1772)
- Een Kruisafneming in de stijl van Rubens, misschien ook van Dumesnil

Vier 19e-eeuwse glas-in-loodramen tonen de Maagd Maria en de heiligen Jozef, Jacobus en Filippus. Twee andere in het koor zijn in 1918 aangebracht om de gesneuvelden van de Eerste Wereldoorlog te gedenken en uit dank voor de bevrijding en de terugkeer van de frontsoldaten.
Aan de muren van de kerk herinneren 27 gedenkplaten aan de Britse en andere officieren die op het slagveld van Waterloo bleven. Ze dateren uit 1858 en bevonden zich voorheen in de koepelkapel.

## Voetnoten
1. ↑  DOM / ETD.D IOSEPHO & ANNAE / HOC SACELLVM / PRO DESIDERATA DOMINIIS CATHOLICIS / CAROLI II HISP. IND. REGIS BELG. PRINCIPIS PROSAPIA: / FRAN: ANT: AGVRTO MARCHIO DE GASTAÑAGA BELG: GVBERNTOR / OBTVLIT & LAPIDEM FVNDAMENTALEM POSVIT VOTIS SEMPITERNIS
2. ↑  De rectoren waren Guillaume-Albert Leroy (1693-1705), Brion, Wirick, Ghignet en Leroy.
3. ↑  http://balat.kikirpa.be